# Liste der geschützten Landschaftsbestandteile im Altmarkkreis Salzwedel
Die Liste der geschützten Landschaftsbestandteile im Altmarkkreis Salzwedel nennt die geschützten Landschaftsbestandteile im Altmarkkreis Salzwedel in Sachsen-Anhalt.

## Liste
| Bild             | Nr.        | Bezeichnung                        | Gemarkung   | Position                        | Beschreibung | Verordnung |
| ---------------- | ---------- | ---------------------------------- | ----------- | ------------------------------- | --- | ---------- |
| Park Beetzendorf | GLB0001SAW | Gemeindepark Beetzendorf           | Beetzendorf | 52° 42′ 11,2″ N, 11° 5′ 48,8″ O | 63,8 ha. |            |
|                  | GLB0004SAW | Kuhschellenstandort bei Recklingen | Recklingen  | 52° 44′ 22″ N, 11° 12′ 38,4″ O  | 3,85 ha. Kleine Hügelkuppe mit Zwergstrauchheiden und Magerrasen, früher kleinflächiger Abbau von Sand und Kies. Standort der Gemeinen Kuhschelle. Vorkommen einiger Fledermausarten und der Zauneidechse. Seit 2003 auch FFH-Gebiet FFH0260 Kuhschellenstandort bei Recklingen. |            |